# عبد الملك عودة
عبد الملك على أحمد عودة أو الدكتور عبد الملك عودة أو عميد العمداء(1 مارس 1927م - 27 نوفمبر 2013م) واقع إسهاماته في دراسة قضايا النظم السياسية الأفريقية والعلاقات بين العرب ودول القارة السمراء ودول حوض النيل، بالإضافة إلى إشرافه على عشرات الرسائل العلمية في معهد البحوث الأفريقية أحد مؤسسَين كلية الاقتصاد والعلوم السياسية منذ بداية التدريس بها في سبتمبر 1960م، والذي ترقى فيها حتى درجة الأستاذية وشغل منصب رئيس قسم العلوم السياسية وعميد الكلية. ولعله الوحيد الذي يمكن أن يطلق عليه صاحب العمادات الثلاث، فشغل منصب عميد كلية الإعلام (1974 - 1977)، وعميد كلية الاقتصاد (1980 - 1981)، وعميد معهد البحوث والدراسات الأفريقية عام 1981.

## النشأة

### حياته
وُلِد عبد الملك عودة بمحافظة الدقهلية في مارس 1927م ، وحصل درجة بكالوريوس العلوم السياسية في كلية التجارة جامعة القاهرة عام 1948م، وماجستير العلوم السياسية من جامعة القاهرة عام 1951م.

### أسرته
ولد عبد الملك في أسرة تهتم بالسياسة شقيقه المستشار عبد القادر عودة، الذي كان وكيلا لجماعة الإخوان المسلمين، وحكم عليه بالإعدام مع بعض قيادات الجماعة، بعد محاولة اغتيال الرئيس الراحل جمال عبد الناصر في مدينة الإسكندرية عام 1954م.
وابنه الراحل جهاد عودة كاتب مؤلف ومفكر وصحفي وإعلامي ومحلل سياسي وأستاذ للعلوم السياسيّة بجامعة حلوان، كانت تنشر له مقالات بالعديد من الصحف المصرية والعربية.
وابنه هشام عبد الملك عودة هو أستاذ متفرغ بقسم الحوسبة الاجتماعية بكلية الاقتصاد والعلوم السياسية جامعة القاهرة.

## مسيرته المهنية
تخرج في كلية التجارة جامعة القاهرة وحصل درجة بكالوريوس العلوم السياسية عام 1948م، عين معيدا بكلية الاقتصاد والعلوم السياسية بجامعة القاهرة .
كلف الدكتور عودة من الدولة المصرية بالسفر إلى العديد من الدول الافريقية ولاسيما عقب استقلال غينيا كونكاري عام 1958م لدراسة تجربة بناء الحزب الديمقراطي الغيني، فضلاً عن احتكاكه بحركات التحرر الوطني الافريقي مبكراً من خلال عضويته بالجمعية الافريقية مما ساعده على بناء قنوات الاتصال مع إعلام المنظور المعرفي الافريقي المعادي للاستعمار والذي يؤمن بأهمية إعادة التأريخ لأفريقيا من منظور حضاري أفريقي خالص .
بدأ الكتابة في صحيفة الأهرام اليومى عام 1959 في صفحة الرأي.. وفى نفس الوقت التدريس بالجامعة، بطلب من الكاتب محمد حسنين هيكل.
واستمر الوضع حتى عام 1965 حين أنشأ الدكتور بطرس غالى مجلة السياسة الدولية، وأصبح رئيسا لتحريرها، وتولي عبد الملك مهمة مدير التحرير. وتخصص في الكتابة في الشئون الأفريقية منذ الستينات، وانتخب عميدا لمعهد الدراسات الأفريقية وسافر الى دول افريقية عديدة.. إما للاهرام او لحساب جامعة القاهرة او وزارة الخارجية
وتدرج الراحل في الحياة العملية فاصبح أستاذ مساعد العلوم السياسية عام 1962، وأستاذ العلوم السياسية 1968-1978. كما قام بالتدريس في الولايات المتحدة الأمريكية كأستاذ زائر جامعة ولاية إنديانا في الفترة من 64-1965، ثم عمل أستاذ بمعهد البحوث والدراسات الإفريقية جامعة القاهرة 1974، ثم تولي منصب عميد كلية الإعلام جامعة القاهرة 74-1977، ورئيس قسم العلوم السياسية كلية الاقتصاد والعلوم السياسية، جامعة القاهرة 77-1978.
قام بالسفر الي الولايات المتحدة الامريكية ليعمل كأستاذ زائر بجامعة ستوني بروك – الولايات المتحدة الأمريكية 78-1979، وعند عودته من الولايات المتحدة الامريكية تولي منصب عميد كلية الإعلام جامعة القاهرة 1979-1981، وفي نفس الوقت عميد كلية الاقتصاد والعلوم السياسية جامعة القاهرة 80-1981 وعميد معهد البحوث والدراسات الإفريقية جامعة القاهرة 1981.
كما قام بالتدريس خارج مصر كأستاذ العلوم السياسية ومستشار جامعة صنعاء للشئون الأكاديمية، باليمن الفترة من 1981-1985، وعند عودته اصبح أستاذ متفرغ بكلية الاقتصاد والعلوم السياسية منذ عام 1978م.
كما عمل مستشاراً لوزير الداخلية الكويتى .
وارتبط اسم عودة بأسماء زعماء سياسيين بارزين، وله إسهامات في دراسة قضايا النظم السياسية الأفريقية والعلاقات «العربية- الأفريقية» ودول حوض النيل، كما أشرف على عشرات الرسائل العلمية في معهد البحوث الأفريقية وكلية الاقتصاد والعلوم السياسية بجامعة القاهرة.
وتتلمذ على يديه عدد من المشاهير في مجال السياسة والإعلام، على رأسهم مصطفى الفقى وعلى الدين هلال وهدى عبد الناصر ابنة الرئيس المصري السابق جمال عبد الناصر، والكاتب الصحفى عادل حمودة.

## المناصب العلمية
تولي عبد الملك عودة العديد من المناصب العلمية ومنها مدير تحرير مجلة السياسة الدولية التي تصدر من مؤسسة الاهرام في الفترة من( 65-1980)، حيث تعاون مع بطرس بطرس غالي في تأسيس المجلة التي صدر اول عدد منها في يوليو 1965 .
وفي عام 1970 أصبح مستشار لوزير الإعلام الاسبق محمد حسنين هيكل، ثم مدير مركز الدراسات السياسية والاستراتيجية بالأهرام القاهرة في الفترة من (1974-1975)، وتولي مساعد رئيس التحرير ورئيس مجلس الإدارة مؤسسة الأهرام بالقاهرة في الفترة من 71-1974.بجريدة الأهرام بعد خروج حاتم صادق رئيسه من الأهرام، ومدير تحرير مجلة السياسة الدولية ومساعد رئيس تحرير الأهرام.
كما عمل في العديد من المناصب الدولية ففي الفترة 1976-1978 تولي منصب السكرتير التنفيذي للصندوق العربي للمعونة الفنية لإفريقيا-الأمانة العامة لجامعة الدول العربية، وأصبح مستشارا لشئون المنظمات الإقليمية والعالمية –وزارة الداخلية بالبحرين في الفترة من 87 حتي عام 1991، كما اشترك في عضوية اللجنة الخاصة لدراسة الأزمة في إفريقيا، جامعة الأمم المتحدة في طوكيو في الفترة (1984-1985)، كما تولي منصب نائب رئيس الجمعية الإفريقية للعلوم السياسية.
واصبح مقرر لجنة العلوم السياسية بالمجلس الأعلى للثقافة بالقاهرة في الفترة من عام 1992 حتي عام 1999، كما اصبح عضو حلقة النقاش لدراسة النزاعات في إفريقيا التي نظمتها الأمم المتحدة وجامعة الأمم المتحدة في طوكيو، وتولي عضوية الملتقى الإفريقي الذي نظمته هيئة اليونسكو في باريس لدراسة الأوضاع المستقبلية الإفريقية في عام 1995، وانضم لعضوية المجلس المصري للشئون الخارجية عام 1999.

### عضوية الجمعيات
كان عودة عضواً في العديد من الجمعيات المحلية والعالمية ومنها عضوية الجمعية الدولية لدراسات الإعلام والاتصال بالمملكة المتحدة، وعضو الجمعية الإفريقية (مصر) والجمعية المصرية للعلوم السياسية والجمعية المصرية للاقتصاد والتشريع، والجمعية المصرية للقانون الدولي والجمعية العربية للعلوم السياسية.

## سماته وألقابة
اتسم عودة بالعديد من الصفات النبيلة فهو الأستاذ المربي "باسم الوجه"، حيث كان يتعامل مع طلابه بأسلوب جمع بين الحزم وعطف الأب، ويتذكر تلاميذه مواقفه في مساعدة الطلاب المنخرطين في ممارسة النشاط السياسي في الجامعة في مواجهة تضييق أجهزة الأمن وانتصاره لحق الطلبة في ممارسة حرية التعبير عن آرائهم ومواقفهم السياسية، والملقب بـ«عميد الدراسات الأفريقية في مصر والعالم العربي».

## مؤلفاته
من مؤلفاته .
- مواثيق مصر العسكرية .
- تصفية الاستعمار العالمي .
- الحياد الإيجابي .
- القومية العربية .
- فكرة الوحدة الأفريقية .
- الحرب والسلام في إفريقيا .
- التنافس الدولي في إفريقيا .
- السياسة المصرية وقضايا إفريقيا .
- التعاون والأمن في إفريقيا .
- إفريقيا تتحول: كلام في الديمقراطية .
- التعاون والأمن في إفريقيا .
- ثورة الزنوج في أمريكا .

وقد أعد الدكتور عودة رسالة دكتوراه عن "الكتلة الإسلامية"، ولكن عبد القادر حاتم قام بتكليفه برسالة أخرى ليواكب التوجه العام للدولة في اهتمامها بالشئون الإفريقية، ومن هنا جاءت نقطة التحول ليكون أول متخصص في الشئون الإفريقية، ليحصل على دكتوراه الفلسفة في العلوم السياسية من جامعة القاهرة عام 1956".

## الأوسمة والتكريم

### الأوسمة
- منح عبد الملك عودة وسام العلوم والفنون من الدرجة الأولى عام 1987م تقديراً لاسهاماته الفكرية في مجال الدراسات الافريقية، كما عقدت احتفالية في المجلس الأعلى للثقافة بالقاهرة عام 2009م في عيد ميلاده الثمانين حضرها لفيف من الاساتذة في العلوم السياسية .
- كما عقدت احتفالية لتكريمه بجامعة القاهرة وقد حضرها نخبة من العلماء والسفراء والخبراء والدبلوماسيون باعتباره رائدًا للدراسات الإفريقية والسياسية في مصر منذ الخمسينيات.

### التأبين
كما نظمت كلية الاقتصاد والعلوم السياسية بجامعة القاهرة، حفل تأبين له في 5 يناير 2014م ، وقد حضره هالة السعيد عميد الكلية وقتها، وجابر نصار رئيس جامعة القاهرة آنذاك، وبطرس بطرس غالي الرئيس الشرفي لجمعية حقوق الإنسان، بالإضافة إلى لفيف من أعضاء هيئة التدريس بالجامعة.

### تكريمه
قامت جامعة القاهرة باطلاق اسمه علي قاعة التدريس بكلية الاقتصاد والعلوم السياسية، تقديرا وتخليدا لذكراه، ولاسيما أن عودة تبرع بمكتبته القديمة لكلية الاقتصاد والعلوم السياسية، التي احتوت على حوالى 15 ألف كتاب .

## وفاته
توفى عبد الملك عودة عن عمر يناهز 86 عاماً، بعد صراع مع المرض داخل مستشفى قصر العينى الفرنساوى بالقاهرة.